# Torroella de Montgrí
Torroella de Montgrí egy község Spanyolországban, Girona tartományban. Torroella de Montgrí L'Escala, Pals, Fontanilles, Gualta, Ullà és Bellcaire d’Empordà községekkel határos. Lakosainak száma 12 521 fő (2024).
Földközi-tengeri partjai közelében találhatók a Medas-szigetek.

## Népesség
A település népessége az elmúlt években az alábbi módon változott:
| Lakosok száma | 922  | 4035 | 4214 | 4331 | 6457 | 9714 | 11 598 | 11 381 | 11 645 | 12 521 |
|               | 1717 | 1887 | 1936 | 1960 | 1986 | 2004 | 2009   | 2014   | 2019   | 2024   |